# Зграда Официрског дома у Нишу
Зграда Официрског дома у Нишу се налази у улици Орловића Павла 28а. Овај објекат је седамдесетих година стављен под заштиту државе и носи статус културног добра од великог значаја.

## Статус Зграде
Као споменик велике историјске вредности, y коме је Народна скупштина Србије изгласала Нишку декларацију 7. децембра 1914, a Конгрес Југословенског одбора усвојио Нишку резолуцију 6. маја 1915. године, којима је ударен темељ будућем уједињењу и стварању југословенске заједнице — Официрски дом је решењем Завода за заштиту споменика културе из Ниша, од 25. фебруара 1970. године, стављен под заштиту закона.
Одлуком Скупштине СР Србије од 7. априла 1979. године, Официрски дом y Нишу проглашен је непокретним културним добром од великог значаја за Републику Србију.

## Историја објекта
Објекат је изграђен 1890. само десетак година после ослобођења Ниша од Турака. године првобитно као кафана „Булевар“. Рађена је по пројекту архитекте Ивана Козлића. Изградњу зграде финансирао је њен власник познати градски кафеџија Милан Радосављевић Рапоња. Кафана је у својој прошлости имала ту част да у својим просторијама буде домаћин путујућим позориштима, певачка друштвима и војним оркестрима којој су овде наступали и забављали госте кафане. Тако је било све до 1903. године када је објекат откупила Команда града и претворила га у Официрски дом (дом војних старешина, официра и подофицира), који је функционисао све до почетка рата 1941. године. У наредном периоду свог постојања, овај објекат је служио за најразличитије културне потребе грађана, у згради се поново отвара кафана, а у њој су се поред осталих окупљали глумци који су долазили на Филмске сусрете.
У међувремену је био и место најзначајнијих политичких и скупштинских догађаја Србије. Од многобројних одлука које су овде донесене најзначајнија је она током Првог светског рата, (од 27. јула до 16. октобра 1915. године) када су ту одржавана ратна заседања Скупштине Србије и када је озваничена Нишка декларација, са основним циљем уједињења балканских народа у борби за ослобођење и стварање заједничке државе Срба, Хрвата и Словенаца. У тада усвојеној декларацији изражен је одлучан став, који се противи Лондонском уговору, којим се Италији уступа део јадранске обале.
Почетком седамдесетих година прошлог века, па све до скоро овде је био смештен Дом младих у Нишу. Више од 25 година, без прекида сваког лета, овде је био одржаван фестивалски центар Нишких филмских сусрета. Све до гашења Омладинске установе „Јосип Колумбо” којем је било уступљена на коришћење, након 1999. године, после чега је објекат напуштен и више нико није водио рачуна о њему.
Збивања у згради Официрског дома током 1914. и 1915. године обележена су спомен-плочама, откривеним 6. маја 1986. године. Плоче су рад београдског вајара Љубише Мачића.На првој плочи је записано: „ У Нишу, ратној престоници Србије, у овој згради је заседала . децембра Народна скупштина 1914. објавила је Нишку декларацију са идејама у циљевима борбе за ослобођење и уједињење наших народа“. Запис на другој плочи гласи: „ Овде је одржан југословенски митинг 6. маја 1915 године против одлука Лондонског уговора, којима се Далмација уступа Италији и донета је Резолуција, коју је Душан Поповић, секретар ССДП, изражавајући став радничке класе, надахнуто и борбено подржао. У Нишу 6. маја 1986.ОК ССРН Ниша“.

## Некадашње стање објекта
Нажалост овај објекат је почетком двадесетпрвог века био у лошем стању. Објекат и његово двориште су били делимично урушени и налази се у очајном стању, и првенствено служио као јавни тоалет за пијану омладину који се опијају и скупљају на оближњем кеју Нишаве. Иначе седамдесетих година овај објекат је стављен под заштиту државе, од када званично има статус културног добра од великог значаја.

## Завршетак реконструкције
Крајем 2015. године је коначно завршена вишегодишња реконструкција. У објекту постоје три целине у којима је могуће организовати различите културне садржаје, а идеја је да убудуће буде у надлежности Управе за културу. Априла 2016. године изложбом графика Анрија Матиса свечано је отворен реновирани Официрски дом. Реновирани Официрски дом изгледа овако: